# Horst Meister

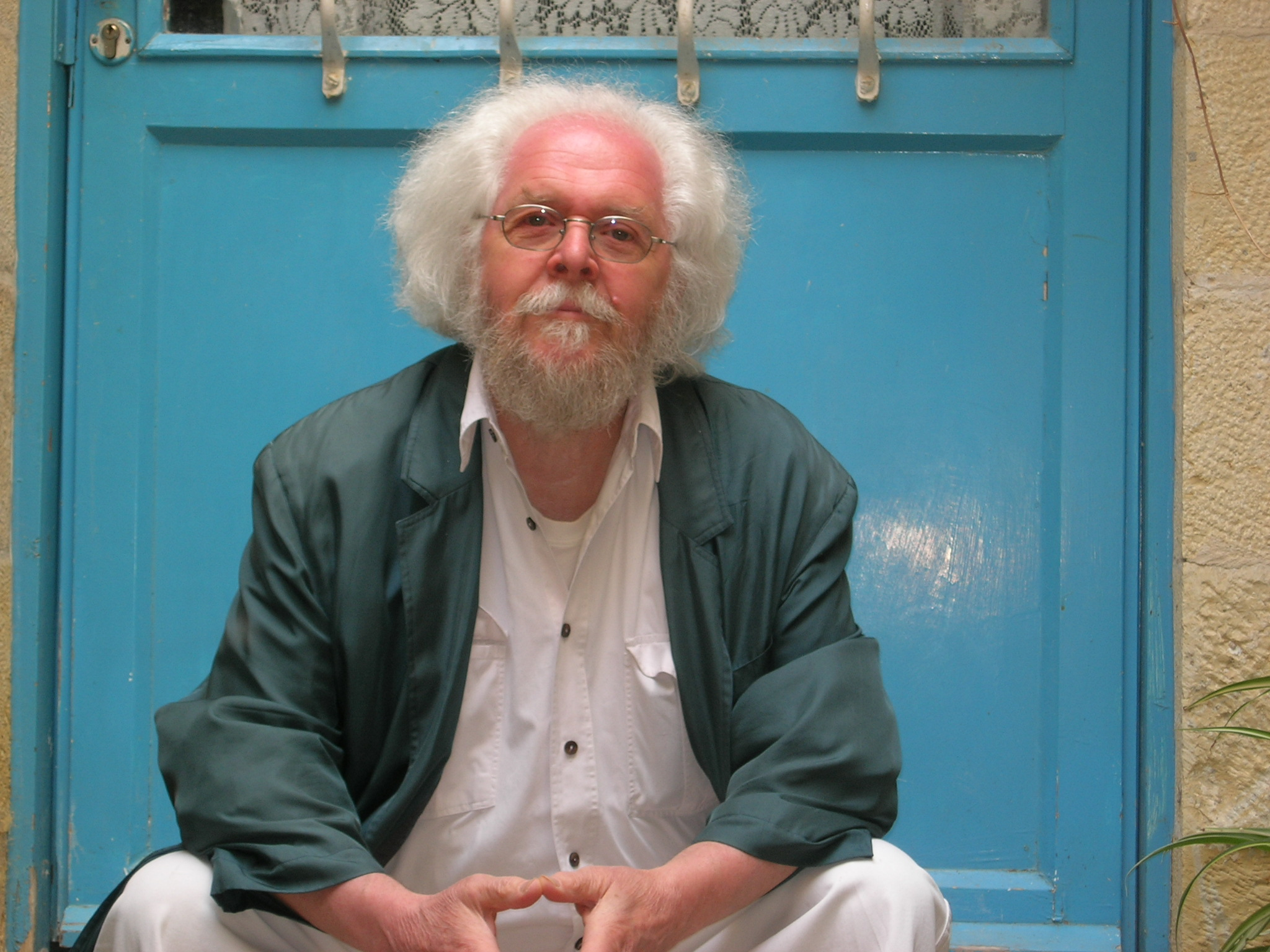
Horst Meister (2013, Jerusalem)

Horst Meister (* 11. Dezember 1937 in Karlsruhe) ist ein deutscher Künstler. Sein Werk umfasst Ölbilder, Skulpturen, Installationen, Grafiken, Zeichnungen, Texte, Essays und Theaterstücke; er ist in seinen bildnerischen Exponaten, sowohl inhaltlich wie auch in seinem persönlichen Engagement, wesentlich von den gesellschafts-politischen Ereignissen seit etwa 1975 geprägt; stilistisch fühlt er sich in seiner Kunst dem figurativen Expressionismus verwandt.

## Leben und Werk

### Jugend und Studium
Nach der mittleren Reife ließ sich Horst Meister zunächst als Gebrauchsgrafiker ausbilden. Dann begann er an der Staatlichen Akademie der Bildenden Künste in Karlsruhe (1956–1961) ein Studium der Malerei bei dem bedeutenden Grafiker und Holzschneider HAP Grieshaber, der ihn für seine weitere künstlerische und gesellschafts-politische Entfaltung sehr prägte.

### Theater- und Fernseh-Arbeit, Maler und Bildhauer
Parallel zu seinem Akademiestudium nahm er beim Oberspielleiter des Schauspiels am Badischen Staatstheater Karlsruhe Hans-Herbert Michels Schauspielunterricht, hier entstand auch sein erstes Bühnenbild für einen Soloabend des Ausdruckstänzers Harald Kreutzberg. Nach Abschluss seines Kunstakademie-Studiums arbeitete er als Szenenbildner in mehreren Fernsehproduktionen in München und Berlin, bevor er sich wieder der Theaterarbeit zuwandte. Insgesamt fast 20 Jahre war Meister als Bühnen- und Kostümbildner an mehreren deutschen Bühnen engagiert, u. a. in Karlsruhe, Kaiserslautern, Regensburg, Kiel und Berlin. Am Schauspielhaus Kiel schuf er die Bühnenbilder und Kostümentwürfe zu „Feuer aus den Kesseln“ von Ernst Toller (über den Kieler Matrosenaufstand), zu Aristophanes „Der Friede“ und zum satirischen Einakter „Bezahlt wird nicht“ von Dario Fo.
Seit 1977 arbeitete Meister als Maler, Grafiker und Bildhauer zunächst in Regensburg, dann – seit 1981 am linken Niederrhein nahe Düsseldorf. Vor allem hier entstanden die meisten seiner gesellschafts-politischen Arbeiten zu den Themen: „Die Würde des Menschen“, „Die SHOA – ein deutsches Menschenbild“ und „Der große Krieg gegen die Natur“. Horst Meister war in diesen Jahren aktives Mitglied bei Amnesty international und danach beim BUND NRW im Landesvorstand. Zusammen mit seiner Frau betreut er derzeit syrische Flüchtlinge aus Aleppo.
Für seine Ehefrau, die Schauspielerin und Diseuse Almut Grytzmann schrieb er den satirischen Zweiakter „Ihr Endspurt, Oma!“ und für die meisten ihrer mehr als 25 literarischen Chanson-Programme verfasste er Kabarett- und Chanson-Texte und führte Regie.
Seinem Grundsatz „Nicht wegsehen – einmischen“ ist der inzwischen 80-jährige Horst Meister immer treu geblieben – so befassen sich seine neuen Arbeiten u. a. mit dem Präsidenten Erdogan, der aus der Türkei eine Diktatur machen will und mit der völligen Zerstörung der syrischen Stadt Aleppo. Aktuell arbeitet Meister an einem umfassenden Bilderzyklus: TOTENTANZ 2018.

## Werk (Auswahl)

### Ölbilder
- Regensburger Requiem / Triptychon 1977 / 180 × 70 cm[4]
- Regensburger Totentanz (Franz Josef Strauß gewidmet) Triptychon 1979 / 140 × 70 cm
- Adam und Eva / Triptychon 1981 / 200 × 115 cm
- Die Kreuztragung (nach Matthias Grünewald) 1981 120 × 120 cm
- Die Passion (3 Mitteltafeln von insgesamt 7 Tafeln: Folter, Tod, Trost) 1981, jeweils 50 × 190 cm
- Das Bayer-Kreuz von Krefeld-Uerdingen 1982 (dem Chemiekonzern Bayer gewidmet), 120 × 100 cm
- Unser täglich Brot / Triptychon 1983 (der deutschen Rüstungsindustrie Rheinmetall gewidmet) 200 × 140 cm
- Eli Eli lama asabthani 1983 (der deutschen Metallindustrie gewidmet) 100 × 1340 cm
- Das Schlachtfest 1988 / 100 × 85 cm
- Gewalt / Triptychon (Zeitung, Täter, Opfer) 1988 180 × 85 cm
- Franzens Himmelfahrt 1988 / 75 × 90 cm
- Der Prophet der Bäume 1990 / 100 × 100 cm
- Wie einst König David 1991 / 75 × 150 cm
- Apokalyptisches Pferd 1995 / 100 × 150 cm
- Diesseits von Eden 2005 / 120 × 150 cm
- Die Erschaffung von Adam und Eva 2005 / 80 × 140 cm
- Der Shoa-Traum (Jakobs Himmelsleiter) 2007 / 40 × 55 cm
- Altes Engelpärchen 2007 / 40 × 50 cm
- Die 7 Todsünden (Deutsche Bank Chef Josef Ackermann gewidmet) 2007 / 80 × 120 cm
- Engel über dem Berg Nebo (Moses Berg am Toten Meer) 2009 / 60 × 90 cm
- Der große Krieg gegen die Natur 2009 / 100 × 140 cm
- „De dulle Griet“ (nach Pieter Breughel) 2011 / 80 × 100 cm
- Das Spiel mit dem Brennstab (gewidmet der Fa. Tepco, Fukushima) 2011 / 80 × 100 cm
- „Elohim tanzt“ / Triptychon 2014 / 200 × 100 cm
- Feine Gesellschaft 2014 / 80 × 65 cm
- „Aleppo 2016“ Triptychon „Badengehen mit Assat in Aleppo“ 80 × 100 cm
- „Der stumme Schrei“ 100 × 120 cm
- „Der flüchtende Tod“ 80 × 100 cm
- „Ihr habt doch Augen – warum seht Ihr nicht?“ 2017 / 80 × 100 cm
- „Freudentanz am Vorabend der Diktatur“, dem türkischen Präsidenten Erdogan gewidmet / Diptychon 2017 / 80 × 180 cm

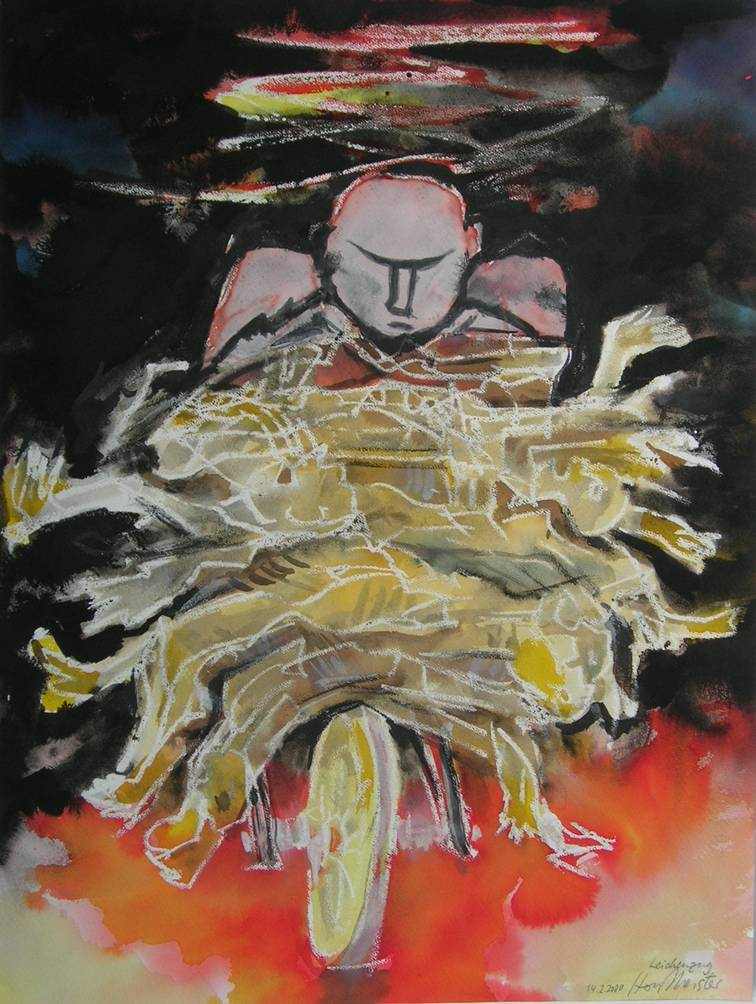
Jüdische Passion „Leichentransport“, 2000 / 14 Aquarelle (42 × 60 cm)
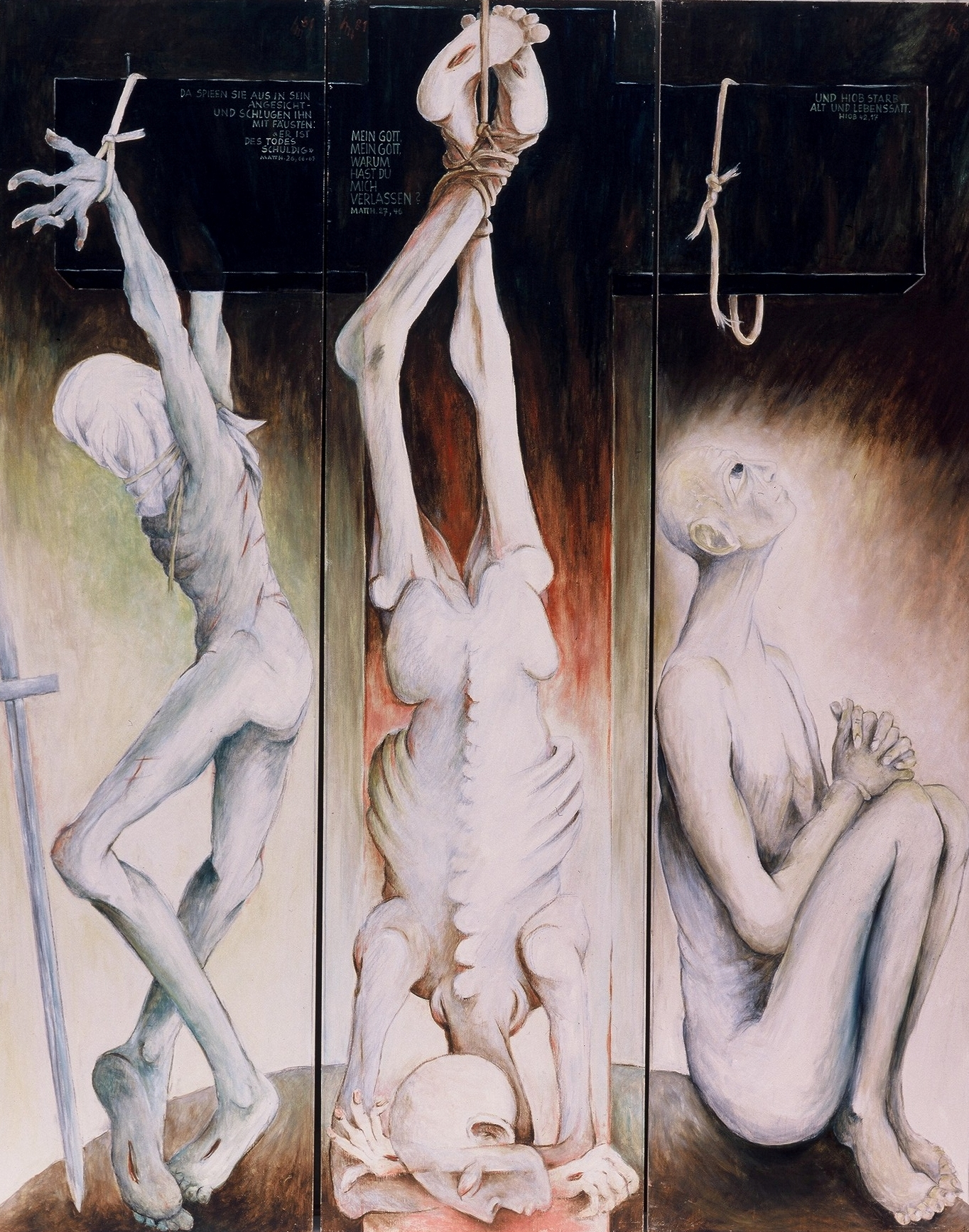
Passion / Triptychon / 1983 (150 × 190 cm)
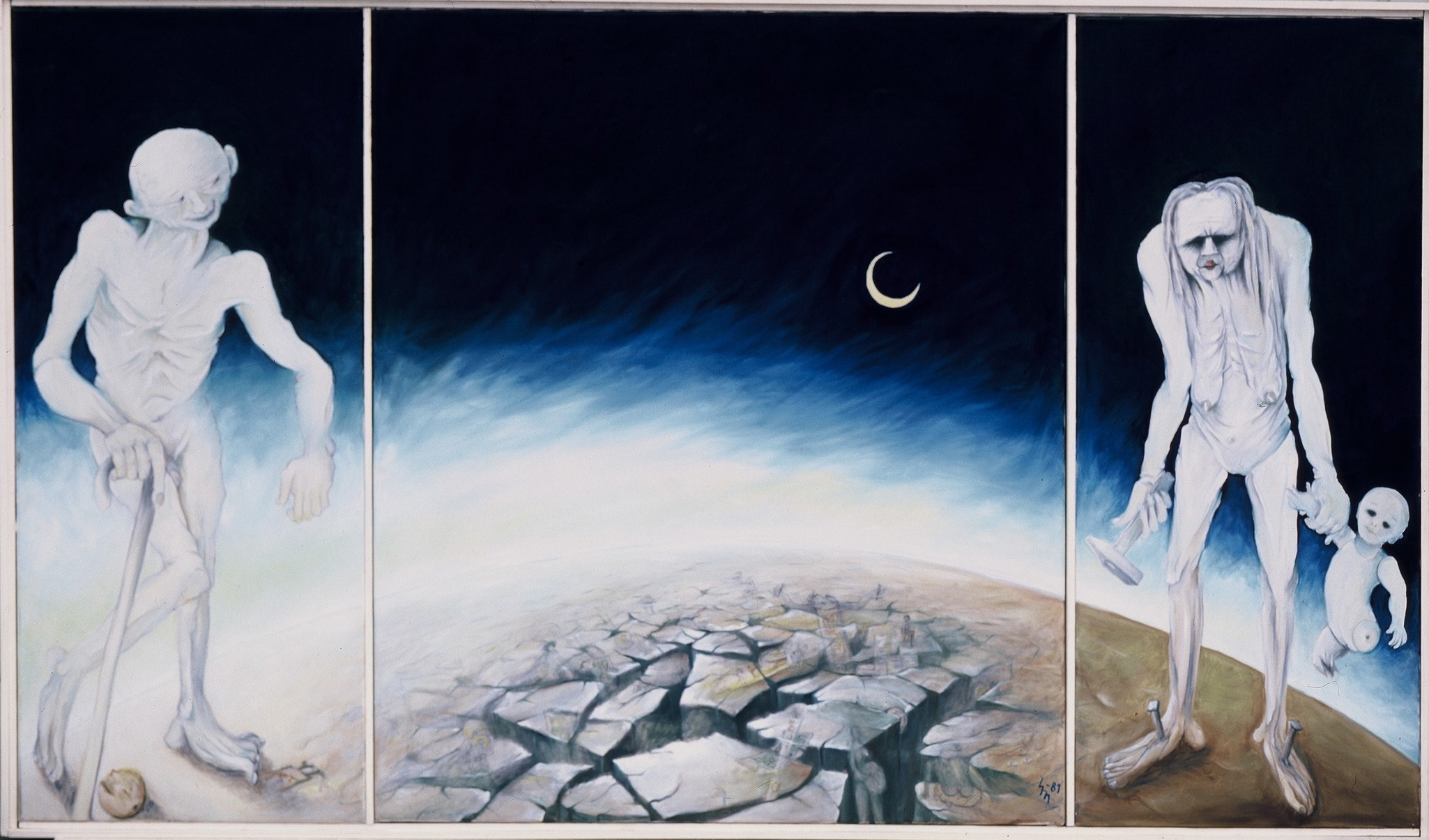
Adam und Eva, Triptychon / 1981 (200 × 110 cm)
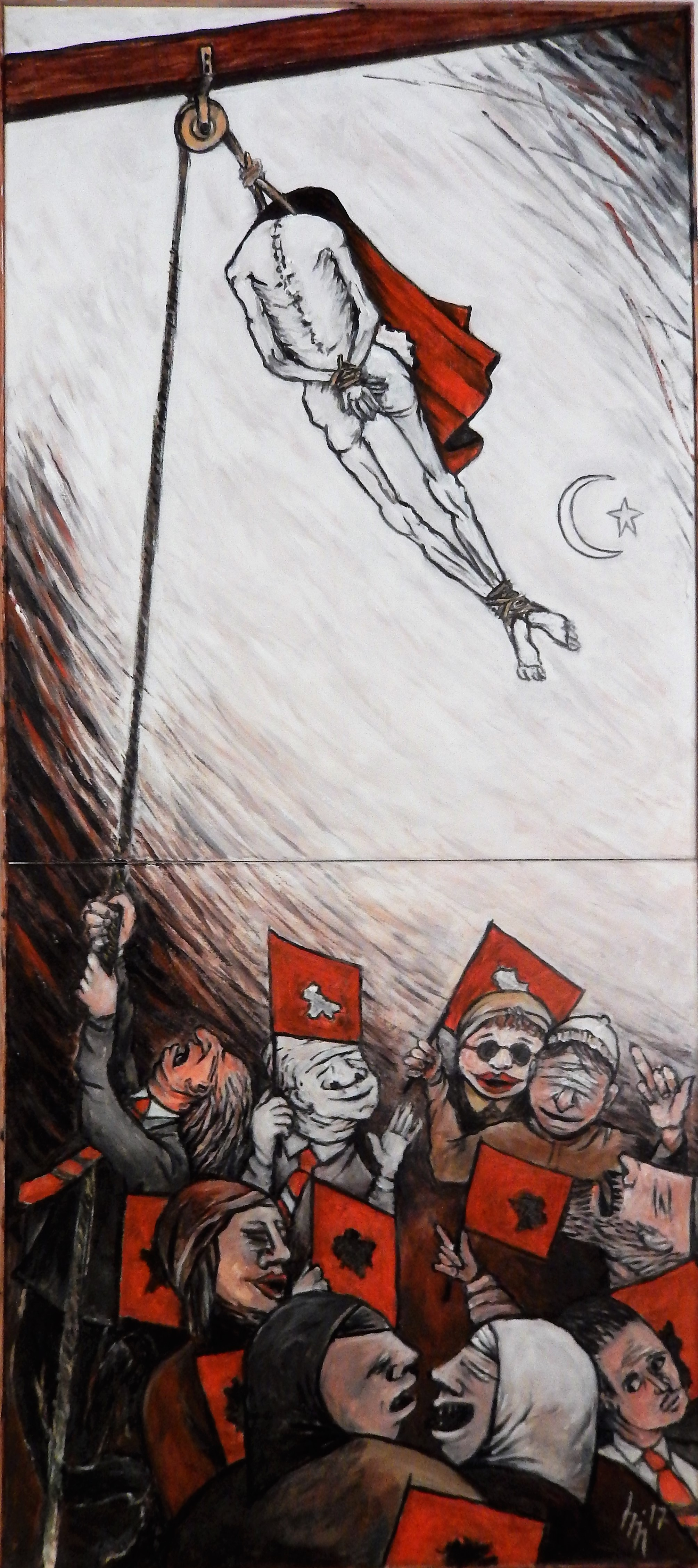
Freudentanz am Vorabend der Diktatur, Diptychon, 2017 (80 × 180 cm)
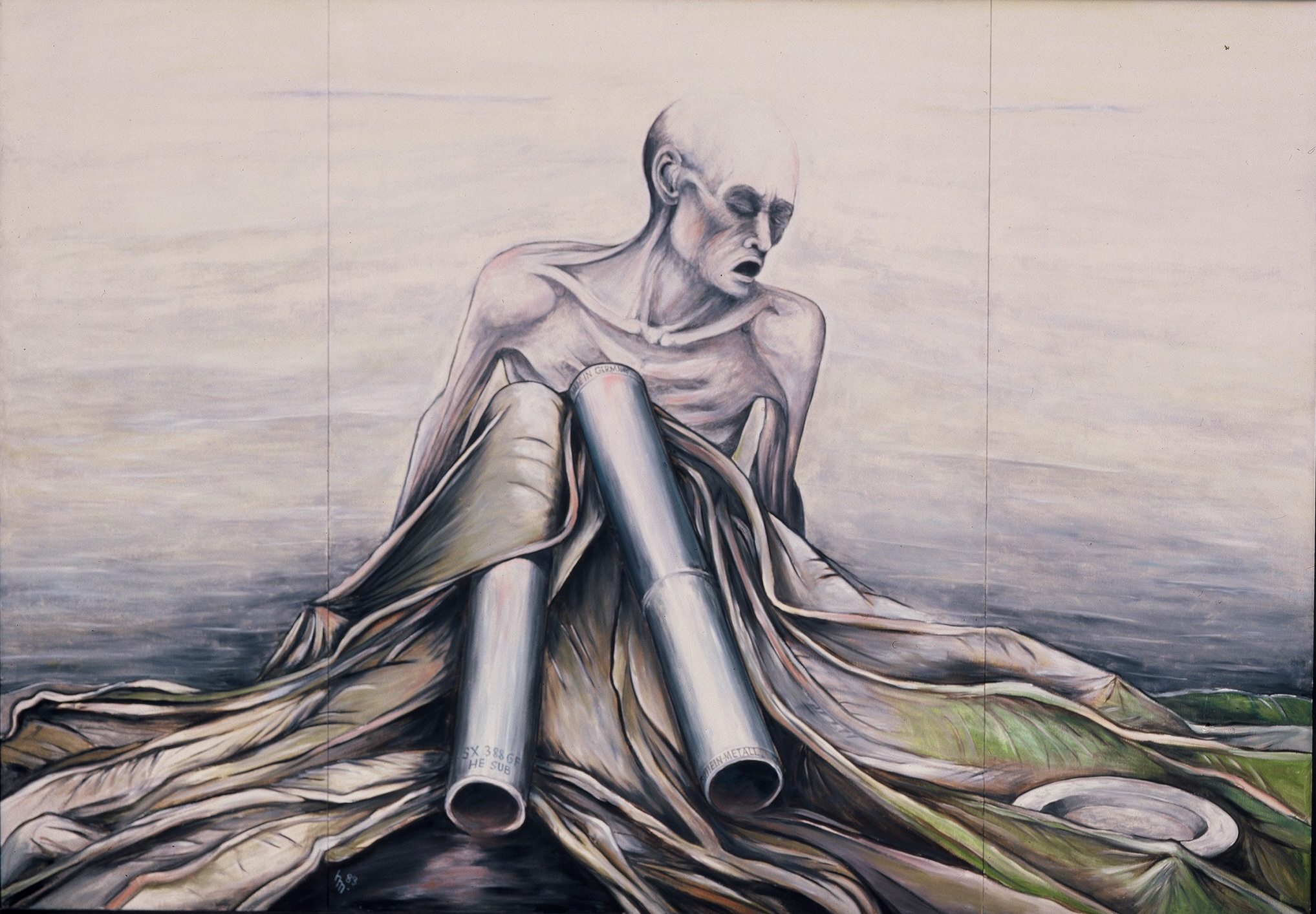
Unser täglich Brot / Triptychon 1983 (200 × 140 cm)
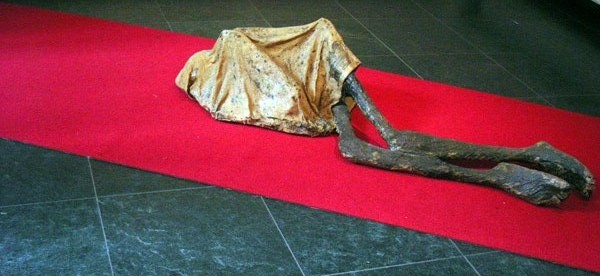
„Der Rote Teppich“ Installation im Kunstpalast, Düsseldorf / 1985
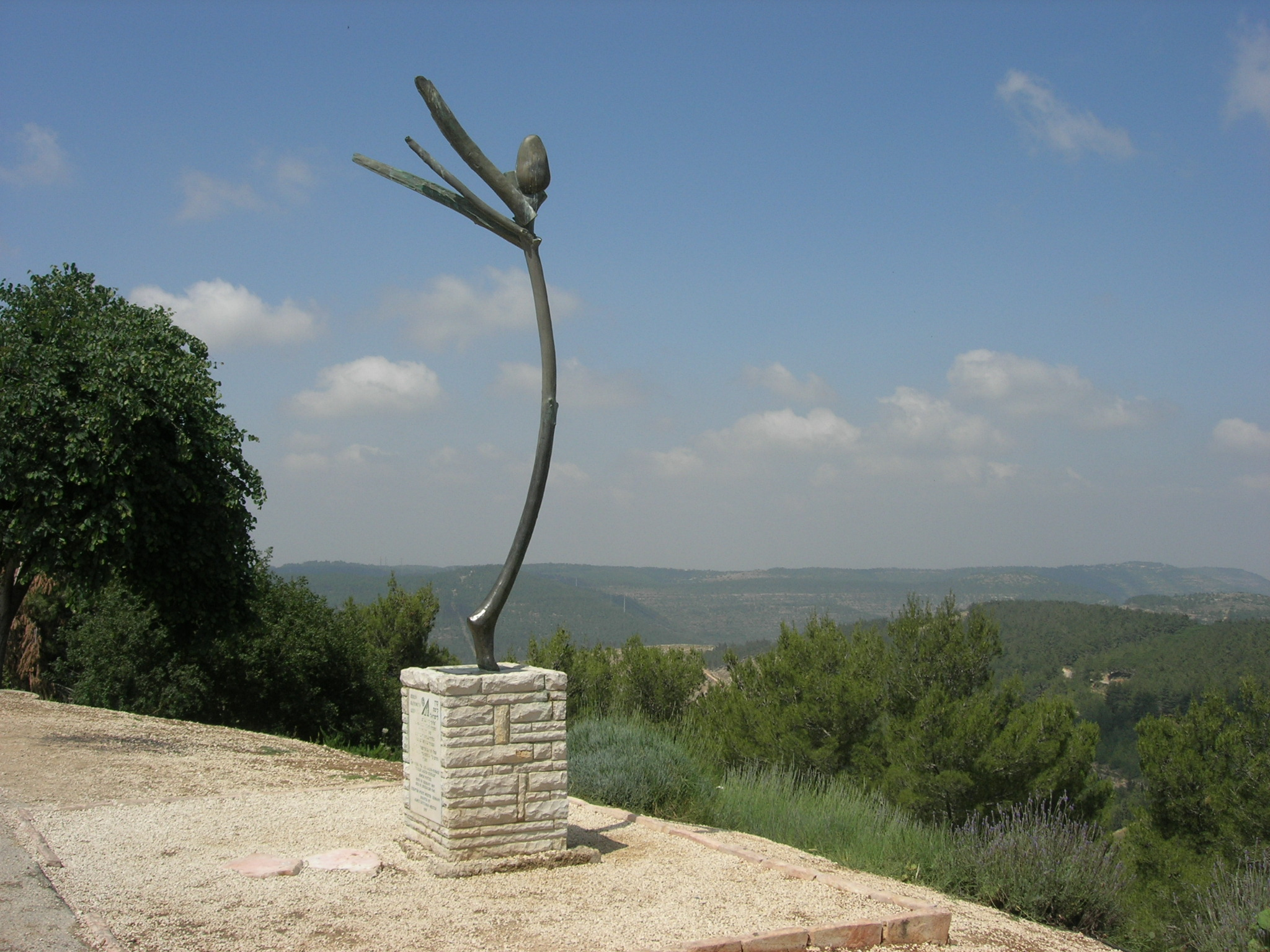
„Ein Engel für Jerusalem“ Bronze / Höhe 3,30 m, 1997 / Yad Kennedy Jerusalem
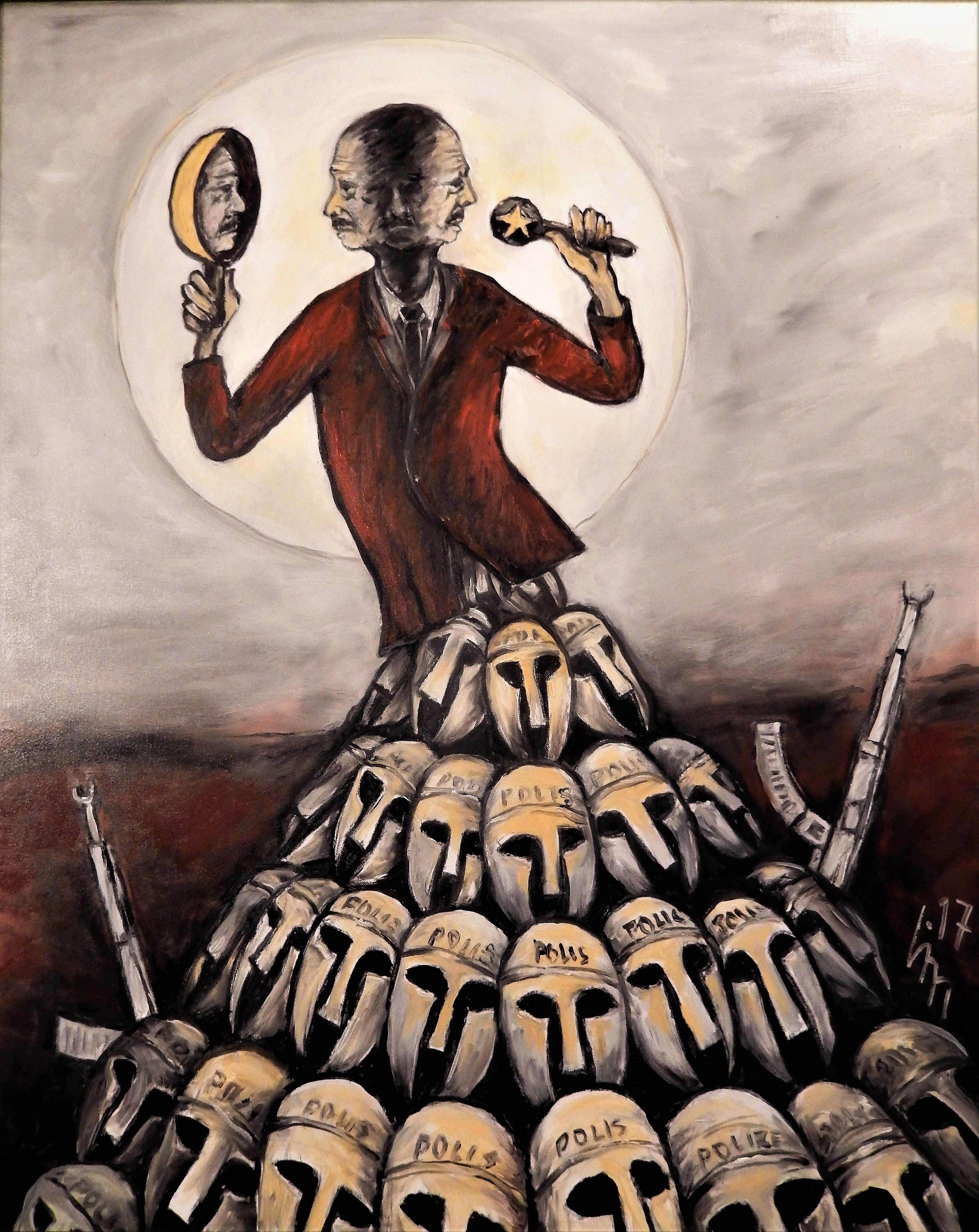
Der große Diktator (Herrn Erdogan gewidmet), 2017 (80 × 100 cm)
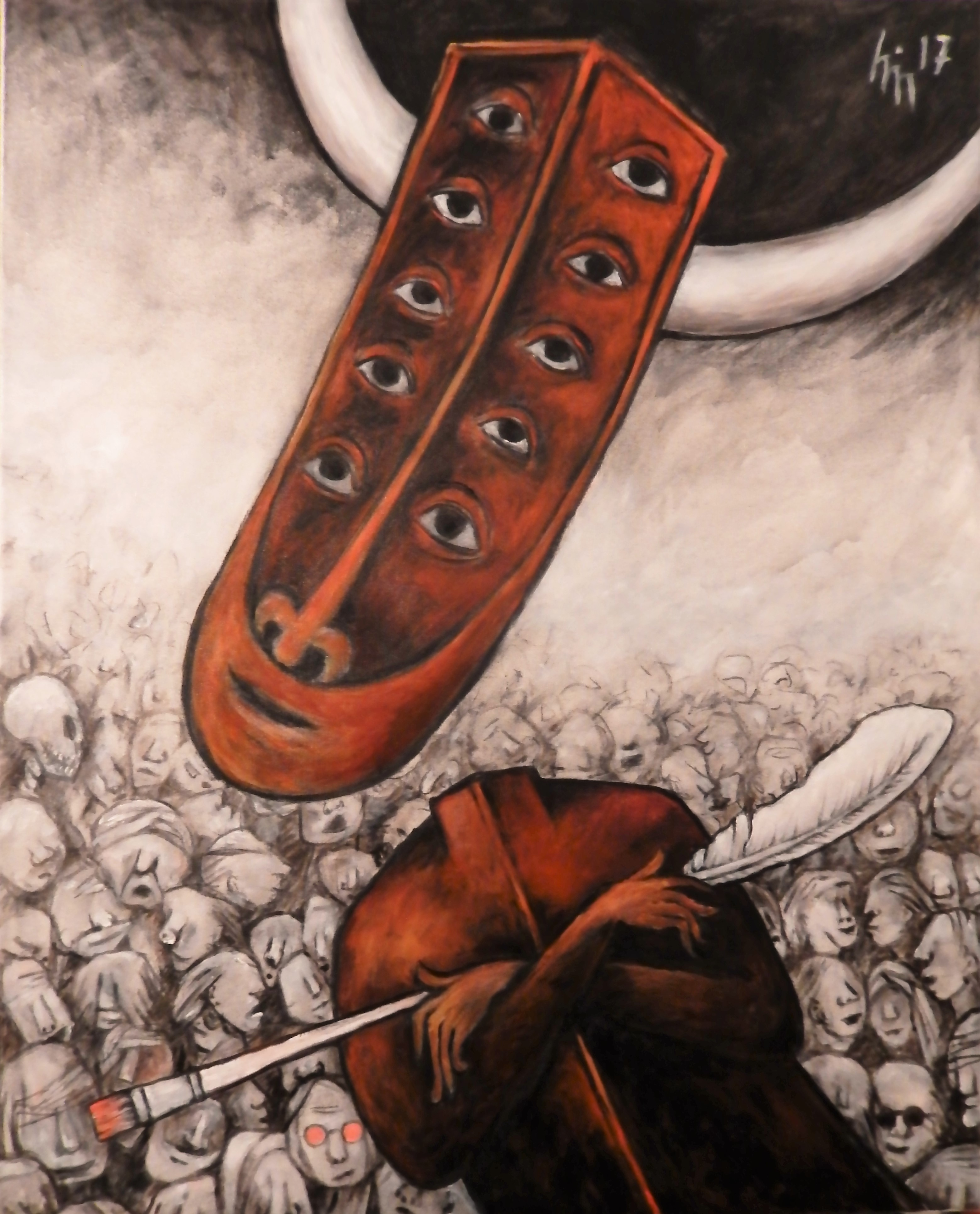
„Ihr habt doch Augen- warum seht Ihr nicht“, 2017 (80 × 100 cm)
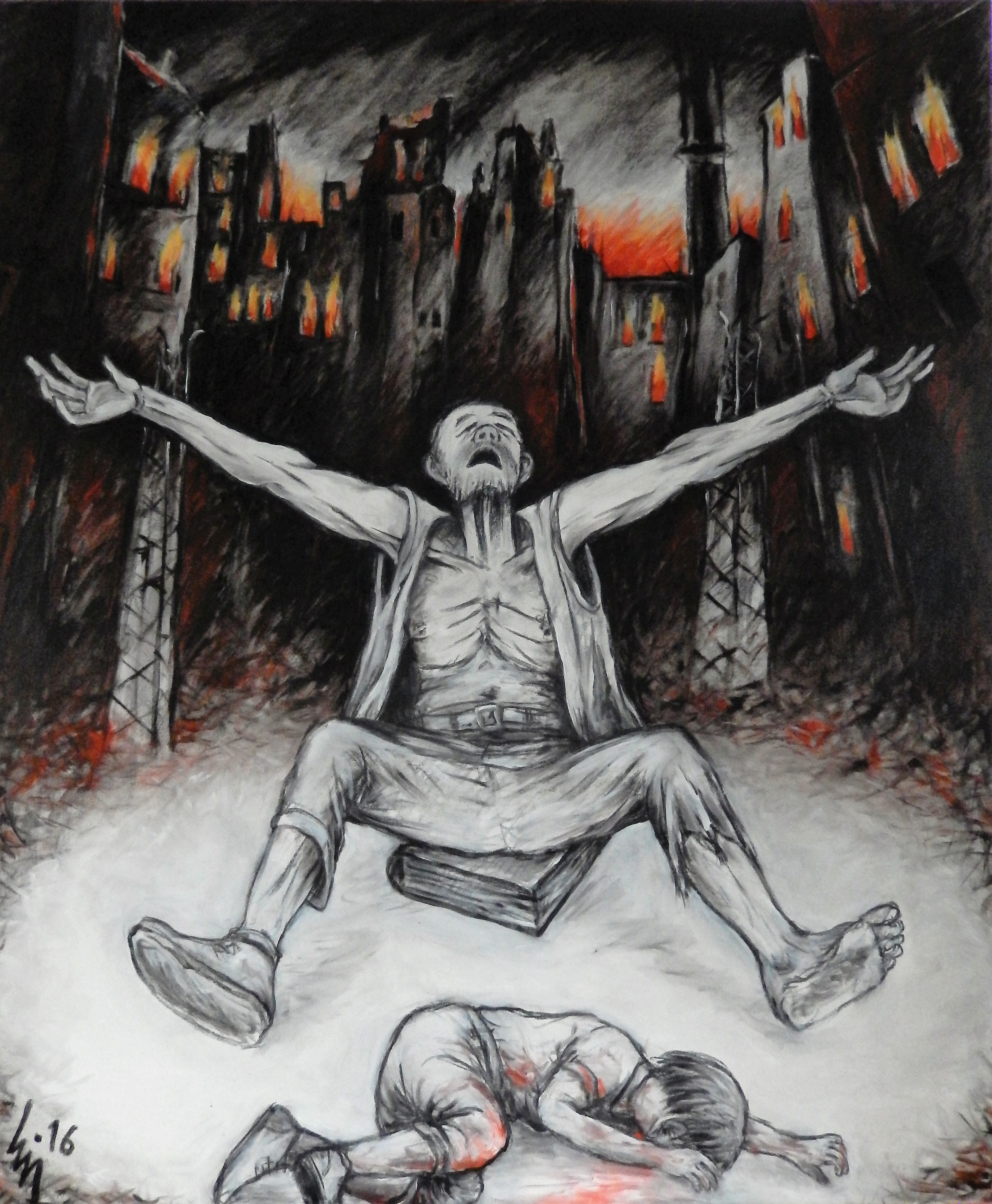
Der stumme Schrei / Aleppo 2016 (100 × 120 cm)
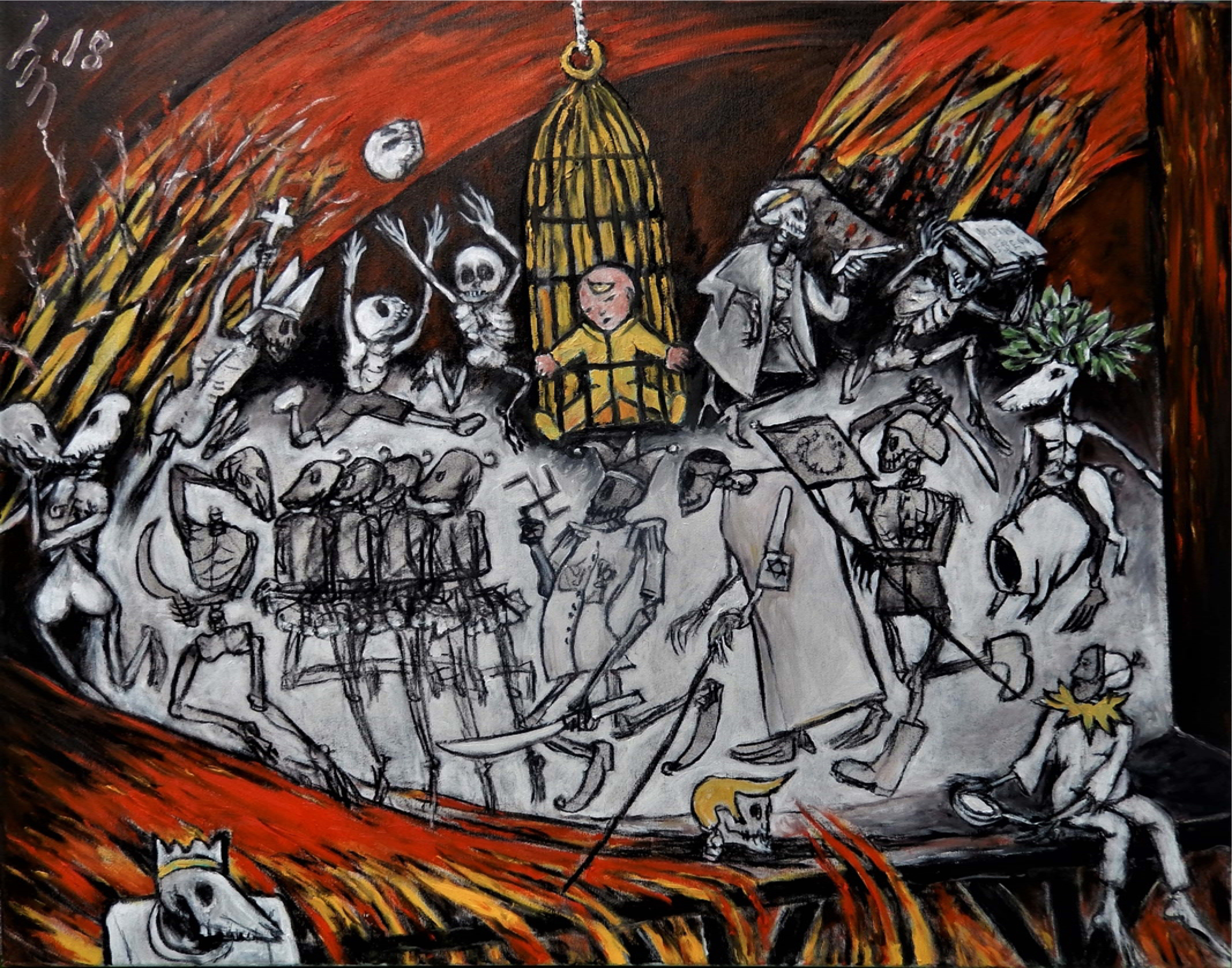
Der letzte Akt 11.12.2018 / 100 × 80 cm

### Skulpturen / Installationen
- Der rote Teppich, Installation für den Kunstpalast Düsseldorf / 1985
- Der geschändete Baum 1985 / Höhe 320 cm[5]
- Der Himmel über Yad-Vashem / Relief / 1993 / 160 × 270 cm
- Der Auschwitzengel / Bronze 1995 / Höhe 118 cm
- Der gekreuzigte Jude / Holz / 1997 / Höhe 185 cm
- Der Engel für Jerusalem (Hommage an Else Lasker-Schüler) Bronze 1997 / Höhe 350 cm
- Abraham und Sarah mit dem Judenstern / Holz / 1999 / Höhe 110 cm
- Mahnmal für die ermordeten jüdischen Mitbürger in Willich/NRW / 2000 / Höhe 330 cm
- Debora / Stele / 2004 / Gesamthöhe 240 cm
- Judit / Stele / 2004 / Gesamthöhe 150 cm

### Zeichnungen
- Die Gerechten (Albert Camus) 1981 / 50 × 64 cm
- Herr Friedrich Flick, ein Wohltäter 1985 / 45 × 64 cm
- Requiem für ein Stahlwerk 1986 / 70 × 50 cm
- Blutspur / 1994 / 21 × 30 cm
- Der alltägliche Krieg / 1994 / 30 × 21 cm
- Naturkatastrophe 1998 / 40 × 50 cm
- Auf der Flucht vergessener Hund 1999 / 30 × 42 cm
- Kriegstanz 2006 30 × 42 cm
- Danse macabre joyeux 2011 / 30 × 42 cm
- Der Judas-Kuss 2011 21 × 30 cm

### Grafik-Zyklen
- 1978 Der Frieden – nach Aristophanes (Grafik, 13 Blätter)
- 1979 Regensburger Zyklus (Grafik, 15 Blätter)
- 1981 Der 3. Weltkrieg hat schon begonnen (Radierungen, 10 Blätter)
- 1982 „Der Schwandorfer Totentanz“ (Grafik, 12 Blätter, Thematik: Wiederaufarbeitungsanlage Wackersdorf)
- 1987 „Schwarz auf Weiß“ (mit Vorwort von Robert Jungk)
- Der rechte linke Niederrhein (Grafik, 12 Blätter)
- in Deutscher Totentanz (Grafik, 18 Blätter)
- Kinder-Bilder (Grafik, 10 Blätter)
- 1988 Arbeitskampf in Rheinhausen (Grafik 20 Blätter)
- 1992 Bäume in Israel (Grafik, 10 Blätter)
- 2000 Jüdische Passion, Zyklus (14 Aquarelle)
- 2007 Kaldenkirchener jüdische Passion (6 Collagen)

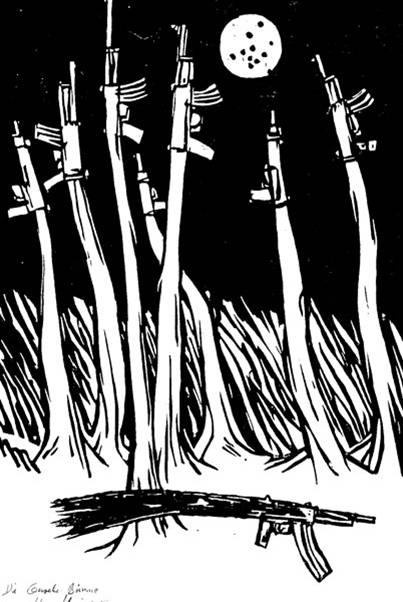
Gewehrbäume – aus dem Zyklus „Bäume in Israel“, 30 × 42 cm
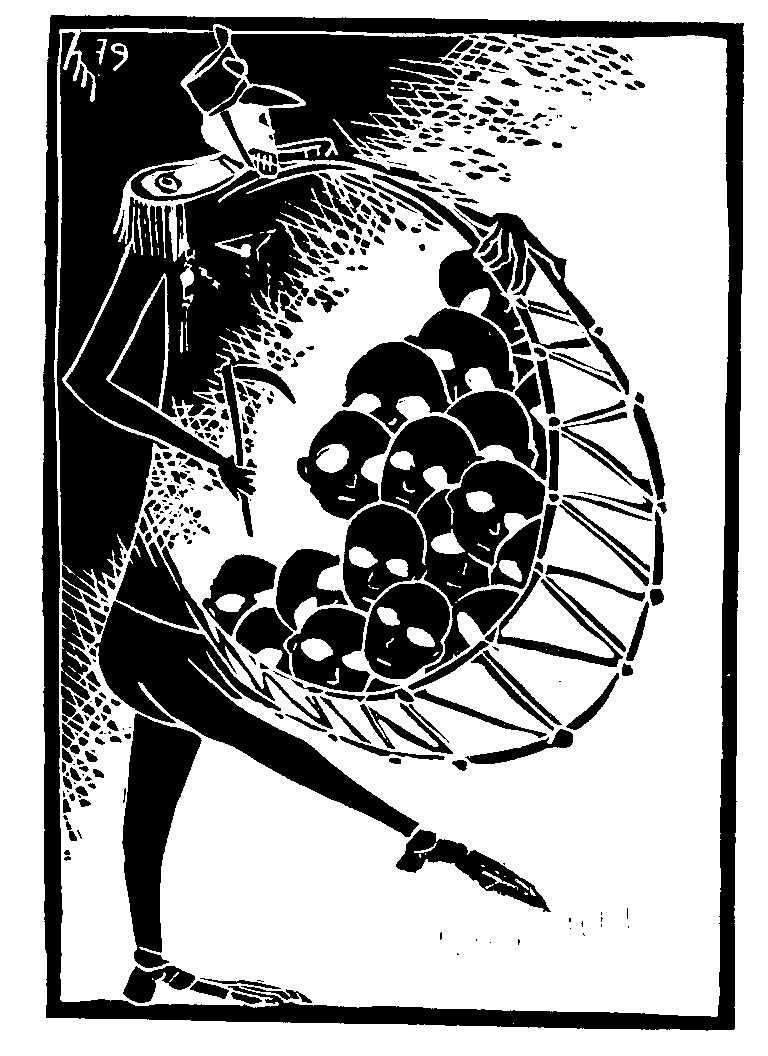
Das Leibregiment (Kurt Tucholsky), (21 × 30 cm)
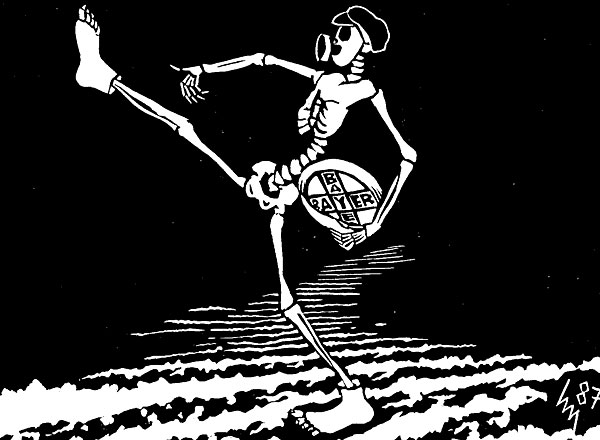
Der Bauer – aus dem Zyklus „Ein Deutscher Totentanz“ (42 × 30 cm)
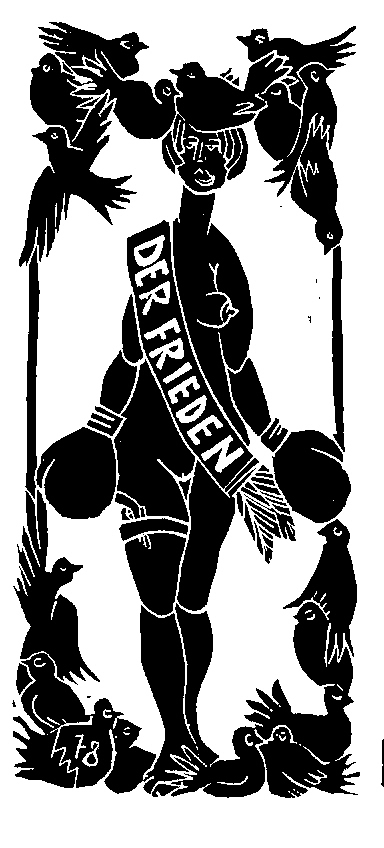
Der Friede – aus dem Zyklus „Der Friede“ von Aristophanes, (42 × 21 cm)
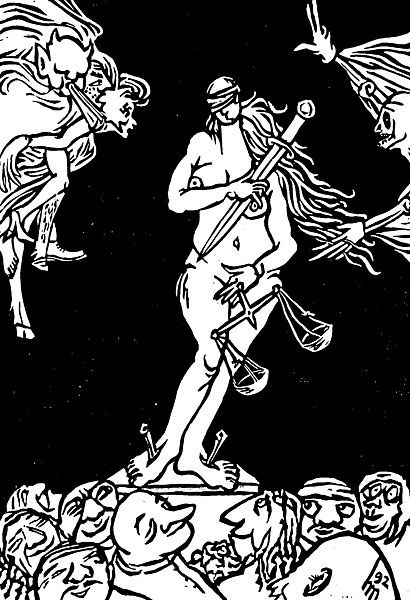
„Sancta Justitia“, 42 × 60 cm
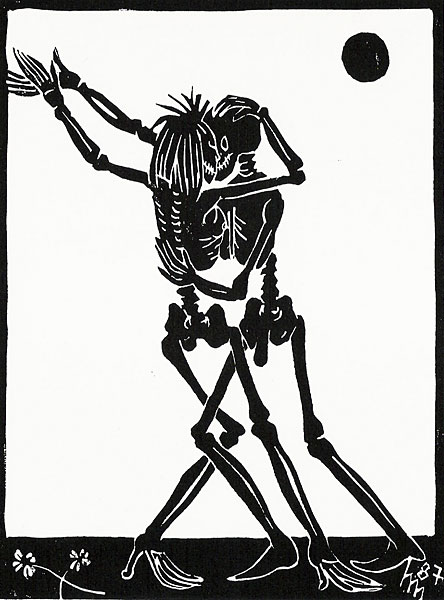
Die Liebenden aus dem Zyklus „Ein Deutscher Totentanz“ (21 × 30 cm)
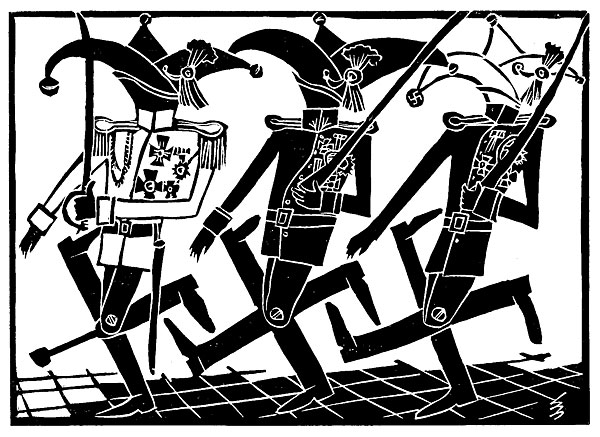
Schützen und Jecken aus dem Zyklus „Der rechte Linke Niederrhein“, (42 × 30 cm)
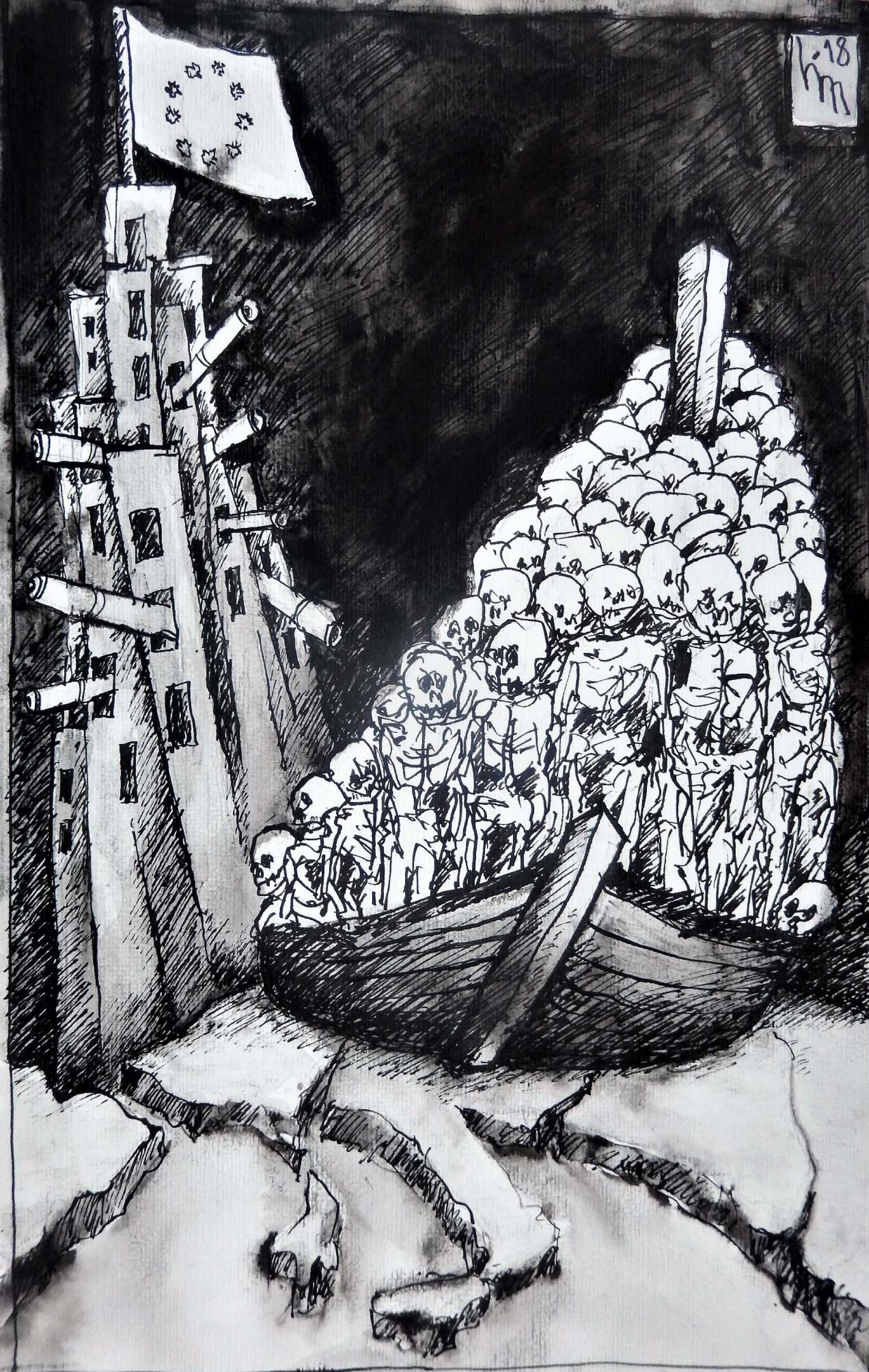
„Das Boot ist voll!“ (Flucht nach Europa) / Tusche / 32 × 48 cm
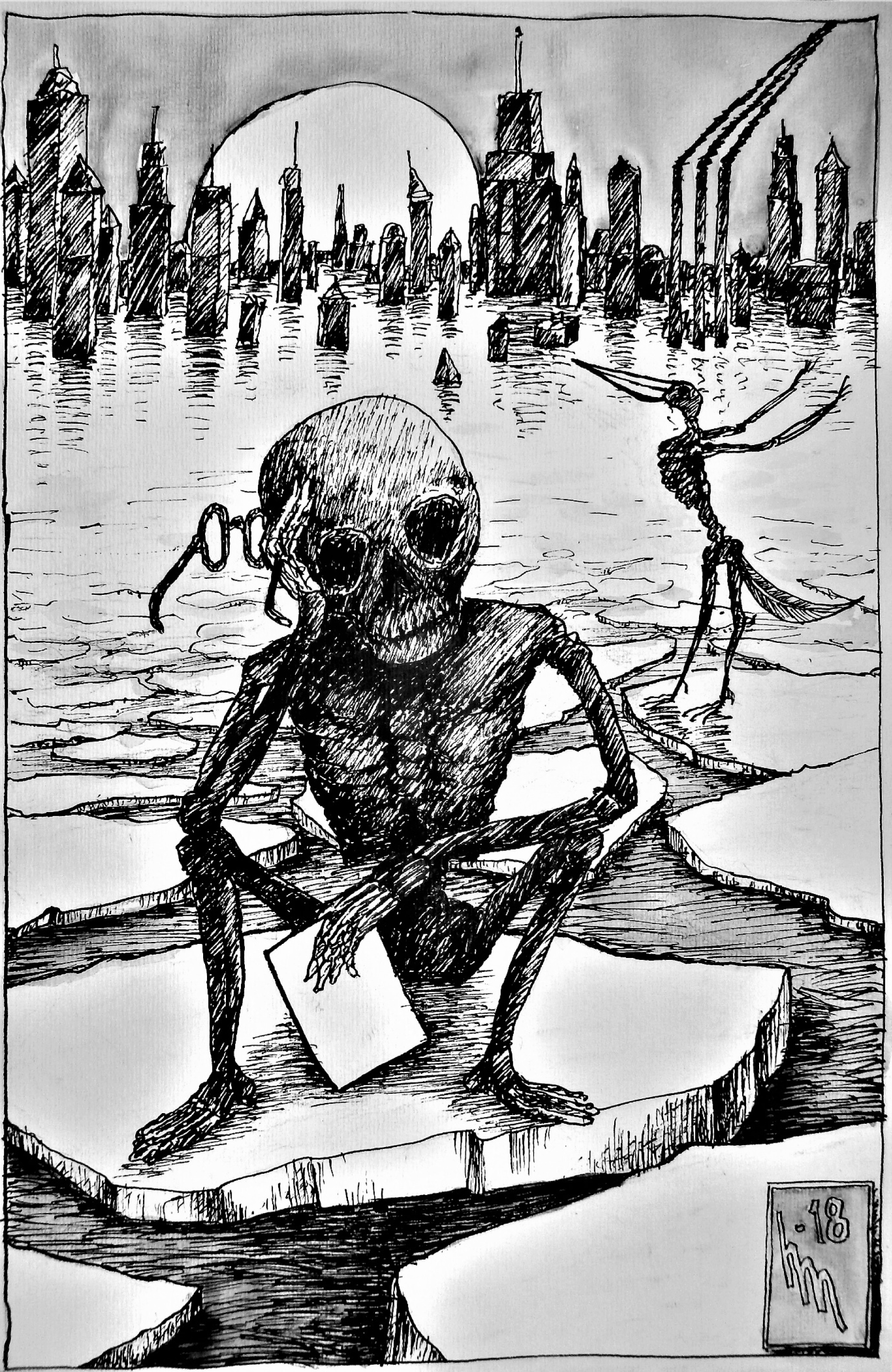
Der erschöpfte Tod / Tusche / 32 × 48 cm
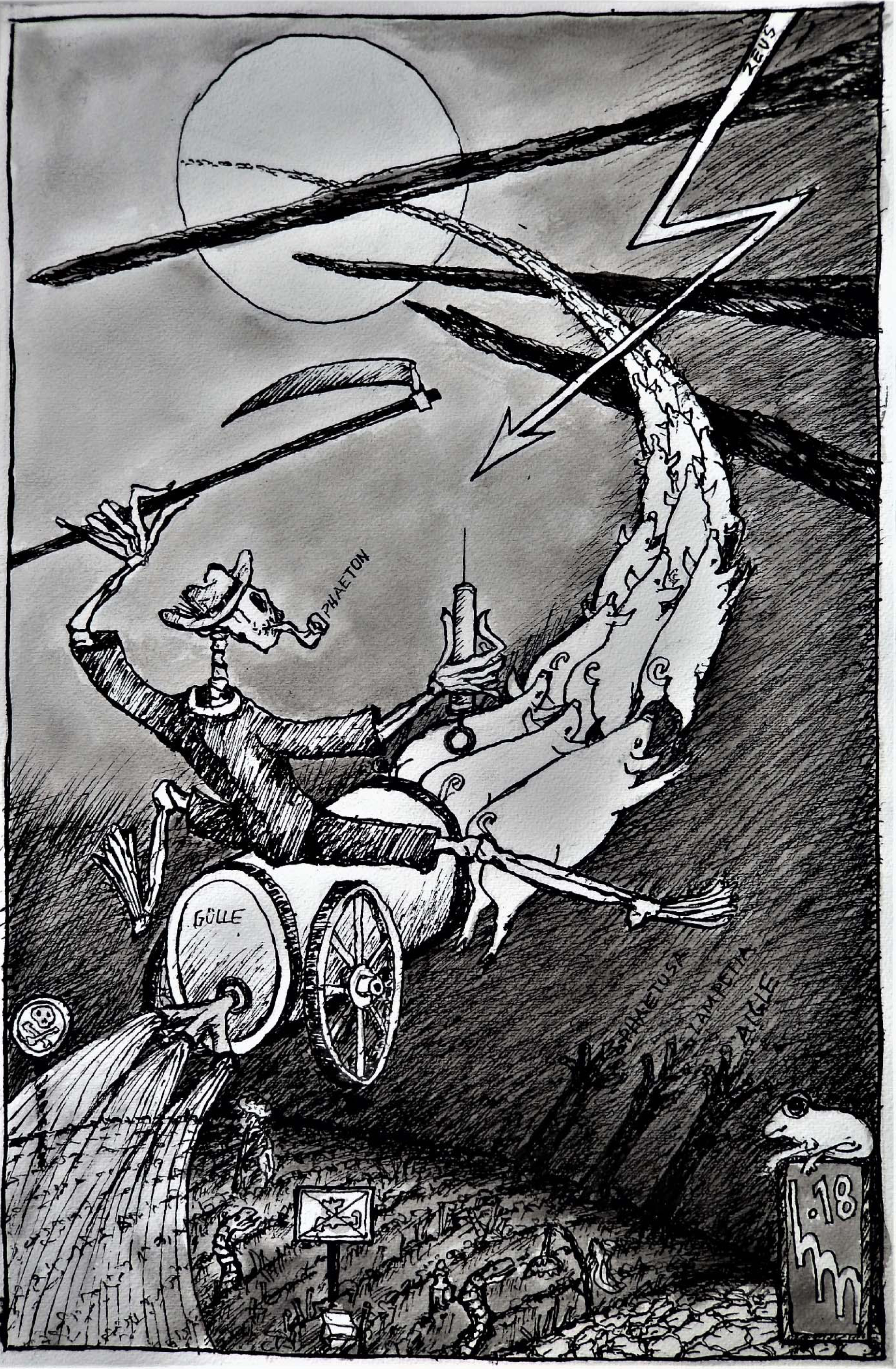
Der Güllebauer Phaeton – nach einer griechischen Sage (Ovid „Metamorphosen“) Tusche / 32 × 48 cm

### Einzelausstellungen / Kunst im öffentlichen Raum
- 1976 Politische Grafik in einer Bundeswehrkaserne in Regensburg
- 1980 Politische Grafik in Osaka / Japan
- 1983 Umweltkritische Ausstellung im NRW Umweltministerium
- 1984 Politische Kunst / Saarbrücken – Einladung Oskar Lafontaine
- 1985 „Macht Euch die Erde untertan“ Einzelausstellung zum Evangelischen Kirchentag 1985 im Kunstpalast Düsseldorf
- 1987 Politische Grafik Goethe-Institut Rotterdam
- 1993 „Bäume in Israel“, politische Grafik Haifa / Israel
- 1995 Einweihung eines Else-Lasker-Schüler-Wäldchens in Jerusalem
- 1997 Einweihung der 3,5 m hohen Bronzeskulptur „Ein Engel für Jerusalem Hommage an Else Lasker-Schüler“ im Amindaw-Wald Jerusalem[6]
- 2000  Mahnmal für die ermordeten Bürger von Willich / Edelstahl 3,5 m hoch
- 2000 „Die Jüdische Passion“ – Bilderzyklus mit 14 Blättern zur SHOA / Ausstellungen in Wuppertal (Jüdische Synagoge), Regensburg, Moers u. a.
- 2001 „Die Kaldenkirchener (jüdische) Passion“ Ausstellung in Nettetal/NRW
- 2005 „Diesseits von Eden“ politische Bilder- und Skulpturen im Naturkunde-Museum Schloss Drachenburg / Königswinter[7]
- 2010 „Hier entsteht demnächst ein Baum“ Kunstinstallation für die Landesgartenschau in Hemer / NRW
- 2013 „Diesseits von Eden“ St. Oswald-Kirche Regensburg[8]
- 2017 „Kreuztragung“ und „Passion“ Staatliche Kunsthalle Karlsruhe[9][10]
- 2019 „Ein deutscher Totentanz“ Heinrich-Heine-Universität Düsseldorf[11][12]

weitere Einzelausstellungen in Aalborg/Dänemark, Maastricht/Niederlande

### Bücher
- Zwischenbilanz, Bilder und Texte, MZ-Verlag, Regensburg 1980
- Der Schwandorfer Totentanz, Kartenhaus-Verlag, Regensburg 1982
- Macht Euch die Erde untertan, Prometh-Verlag, Köln 1985
- Schwarz auf Weiß, Grafik, Edition LambersART 1988[13]
- Kunst.Macht.Politik, Klartext-Verlag, Essen 2013[14]
- Bewegte Zeit, Zeichnungen und Gedichte. Iris Kater Verlag Viersen/Frankfurt 2016[15]

### Theaterstücke
- 2000: Die Ungleichen Schwestern
- 2010: Ihr Endspurt Oma!

## Private und öffentliche Sammlungen (Auswahl)
Die Horst Meister Kunst ist in Sammlungen von Museen, Galerien und Privat-Sammlungen vertreten u. a. in Karlsruhe – Staatliche Kunsthalle www.kunsthalle-karlsruhe.de/ im Germanischen Nationalmuseum Nürnberg, in der Städtischen Galerie Karlsruhe, in der Kunsthalle Bremen, in den Regensburger Museen, im Haus der Geschichte NRW, in der Totentanz-Sammlung der Heinrich-Heine-Universität Düsseldorf, im Kunstmuseum der Holocaustgedenkstätte Yad Vashem Jerusalem – und in privaten Sammlungen.
Große Teile seines schriftlichen und dokumentarischen Nachlasses befinden sich im Deutschen Kunst Archiv Nürnberg und im Deutschen Literaturmuseum Marbach.
Sein künstlerisches Werkverzeichnis wird derzeit aktualisiert.